# فرانش-کنته
 فرانش-کنته (به فرانسوی: Franche-Comté  - fʁɑ̃ʃ kɔ̃te) نام یکی از ۲۶ ناحیه کشور فرانسه است که شامل ۴ منطقه می‌باشد.

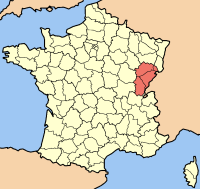
ناحیه فرانش-کنته در فرانسه

جمعیت این ناحیه ۱٬۱۵۹٬۰۰۰ نفر است. همچنین مساحت این ناحیه بالغ بر ۱۶٬۲۰۲ کیلومتر مربع است.